# محمد محمدی ملایری
محمّد محمّدی ملایری (زاده ۱۲۹۰خ ملایر – درگذشت ۱ تیر ۱۳۸۱خ تهران)، ادیب و تاریخ‌نگار، استاد دانشگاه تهران و دانشگاه‌های دولتی لبنان و دانشگاه آمریکایی بیروت بود. از او علاوه بر مقاله‌های بسیار به زبان عربی و فارسی و کتاب فرهنگ ایرانی پیش از اسلام، مجموعه شش جلدی تاریخ و فرهنگ ایران به یادگار مانده‌است.

## زندگی
محمّد محمّدی ملایری در سال ۱۳۱۳ در دانشکده ادبیات دانشگاه تهران در رشته ادبیات فارسی به تحصیل پرداخت. سپس با بورس دولتی به دانشگاه آمریکایی بیروت برای تحصیل در رشته زبان و ادبیات عربی رفت. و پس از کسب دکتری تا سال ۱۳۴۶ به تدریس در دانشگاه لبنان پرداخت. سپس به تهران بازگشت و تا زمان بازنشستگی، ریاست دانشکده الهیات و معارف اسلامی دانشگاه تهران را به عهده داشت. کارهای ایران‌شناسی دکتر محمدی از سال ۱۳۱۶ آغاز شد. یکی از نکات حائز اهمیت در کار وی آن است که پژوهشهای ایرانشناسی خود را در یک کشور عربی، یعنی لبنان آغاز کرد. دو اثر او، «مقدمة درس الثقافة الایرانیة» و «اثرهائی الادب العربی» (که بعداً به نام القصة العربیة... ، بیروت، ۱۹۴۰ چاپ شد) و النظم الاداریة الساسانیة و «اثرها فی دولة الخلفاء» مواد اساسی کتاب پرمایه فرهنگ ایرانی را تشکیل می‌دادند که در سال ۱۳۲۳ و سپس با ویرایش جدید در ۱۳۳۳ خورشیدی در تهران به چاپ رسید.
در دورانی که دکتر محمدی ملایری کرسی استادی دانشگاه بیروت را در اختیار داشت، مجله «الدراسات الادبیة» را بنیان‌گذاری کرد و انتشار داد. این مجله که نخستین شماره آن در ۱۳۳۸ خورشیدی در بیروت انتشار یافت، به دو زبان فارسی و عربی نگاشته می‌شد و همه مقالات آن به مسائل ایرانشناسی یا تقابل و تعامل عربی و فارسی اختصاص داشت.
محمد محمدی ملایری به‌ویژه برای مجموعه شش جلدی «تاریخ و فرهنگ ایران در دوران انتقال از عصر ساسانی به عصر اسلامی» سرشناس است، اثری که تنها پس از درگذشت نویسنده برنده جایزه کتاب سال ایران در سال ۱۳۸۲ شد.

## اندیشه‌ها
هدف اصلی او در این پژوهش نه تنها اثبات تداوم فرهنگ و تمدن پیش از عرب ایران بلکه تشریح تلاش مورخان و نویسندگان عربی برای خوار داشتن و ناچیز جلوه دادن این فرهنگ از راه تعریب نام‌های خانوادگی و جغرافیایی ایران و مهم‌تر از همه با توسل به تحریف تاریخ اجتماعی و سیاسی ایرانیان بود. به اعتقاد محمدی تعریب را باید ابزاری برای پرده پوشی بر ژرفا و گستره نقش ایران در پیدایش و نضج تمدن اسلامی شمرد. افزون بر این، گرچه در باور او در میان اعراب تعریب واژه وام گرفته (دخیل) مرسوم بود، شیوه‌هایی که برای تعریب نام خانوادگی ایرانیان و نام‌های جغرافیایی ایران به کار برده شد، همراه با روش ناهنجار مورخان عرب در ثبت و ضبط رویدادهای تاریخی ایران به نوشته‌های تاریخی تحریف‌آمیز و تعصب آلوده این دوران انجامید.
مراد از تعریب در این جا آن نوع شناخته شده‌ای که عربی گردانیدن کلمات فارسی باشد، نیست بلکه مراد انواع دیگر از تعریب است که چندان شناخته شده و مورد توجه نیست… در مقدمه به مقتضای مقام از دو نوع آن که یکی تعریب اشخاص بود و دیگری تعریب تاریخ ذکری رفت و برای هر کدام هم نمونه‌ای آورده شد. در اینجا هم سخن از تعریب است ولی از نوع دیگر آن یعنی نام‌های جغرافیایی.
محمدی ملایری برای اثبات تأثیر فرهنگ ایرانی در اعتلاء تمدن اسلامی دو دلیل اساسی می‌آورد: اول اینکه نهضت علمی و ادبی اسلام از جایی شروع شد که قرنها پایتخت ایران بود، از بغداد پایتخت عباسیان در کنار تیسفون، نه از مکه و مدینه و خاستگاه اسلام، یا دمشق پایتخت بنی‌امیه. دوم اینکه پایه‌گذاران علوم عقلی و نقلی و ادبی در زبان عربی به تعبیر عرب‌ها از موالی یعنی مسلمانان غیر عرب و بیشتر ایرانیان بودند.

## آثار ملایری
- فرهنگ ایرانی پیش از اسلام و آثار آن در تمدن اسلام و ادبیات عربی (۱۳۳۳، چاپ پنجم ۱۳۸۴)
- ادب و اخلاق در ایران پیش از اسلام و آثار آن در دوران اسلامی (۱۳۵۲)
- تاریخ و فرهنگ ایران در دوران انتقال از عصر ساسانی به عصر اسلامی _ شش جلد (کتاب سال ایران) (۱۳۷۵ - ۱۳۸۲)
- بدء ظهور عناصر اًیرانیة فی الأدب العربی
- دروس فی آداب اللغة العربیة و تاریخها
- الأدب الفارسی فی أهم أدواره و أشهر أعلامه